# Joseph-Claude Gyau
Joseph-Claude Agyeman Gyau, detto Joe (Tampa, 16 settembre 1992), è un calciatore statunitense, centrocampista del Las Vegas Lights.

## Biografia
È figlio di Phillip, ex calciatore professionista e nazionale statunitense; anche il nonno Joseph Agyemang-Gyau, padre di Phillip, è stato un calciatore professionista, nazionale ghanese.

## Caratteristiche tecniche
Gioca come ala sinistra, centrocampista sinistro o terzino sinistro.